# Aeroflot-Flug 103
Der Aeroflot-Flug 103 (Flugnummer: SU103, Funkrufzeichen: AEROFLOT 103) ereignete sich am 15. August 1957. An diesem Tag verunglückte eine auf dem Flug von Moskau nach Kopenhagen mit einem Zwischenstopp in Riga befindliche Iljuschin Il-14P der Aeroflot. Nachdem die Maschine im Anflug auf den Zielflughafen mit einem Schornstein des Kraftwerk Ørstedværket kollidiert war, stürzte sie in den Sydhavnen-Kanal der Stadt Kopenhagen. Bei dem Zwischenfall starben alle 23 Insassen der Maschine.

## Maschine
Bei der betroffenen Maschine handelte es sich um eine 1956 gebaute Il-14P (T) mit der Werknummer 146000607und der Modellseriennummer 06-07. Die Maschine wurde im August 1956 fabrikneu an die Aeroflot ausgeliefert und erhielt in diesem Zuge das Luftfahrzeugkennzeichen СССР-Л1874 („SSSR-L1874“). Das zweimotorige Mittelstreckenflugzeug war mit zwei Sternmotoren des Typs Schwezow ASch-82 ausgerüstet. Bis zum Zeitpunkt des Unfalls hatte die Maschine eine Gesamtbetriebsleistung von 1.402 Betriebsstunden absolviert.

## Passagiere und Besatzung
Den Flug hatten 18 Passagiere angetreten, darunter ein dänischer, zwei britische, ein amerikanischer und drei deutsche Staatsbürger. Es befand sich eine fünfköpfige Besatzung an Bord.

## Unfallhergang

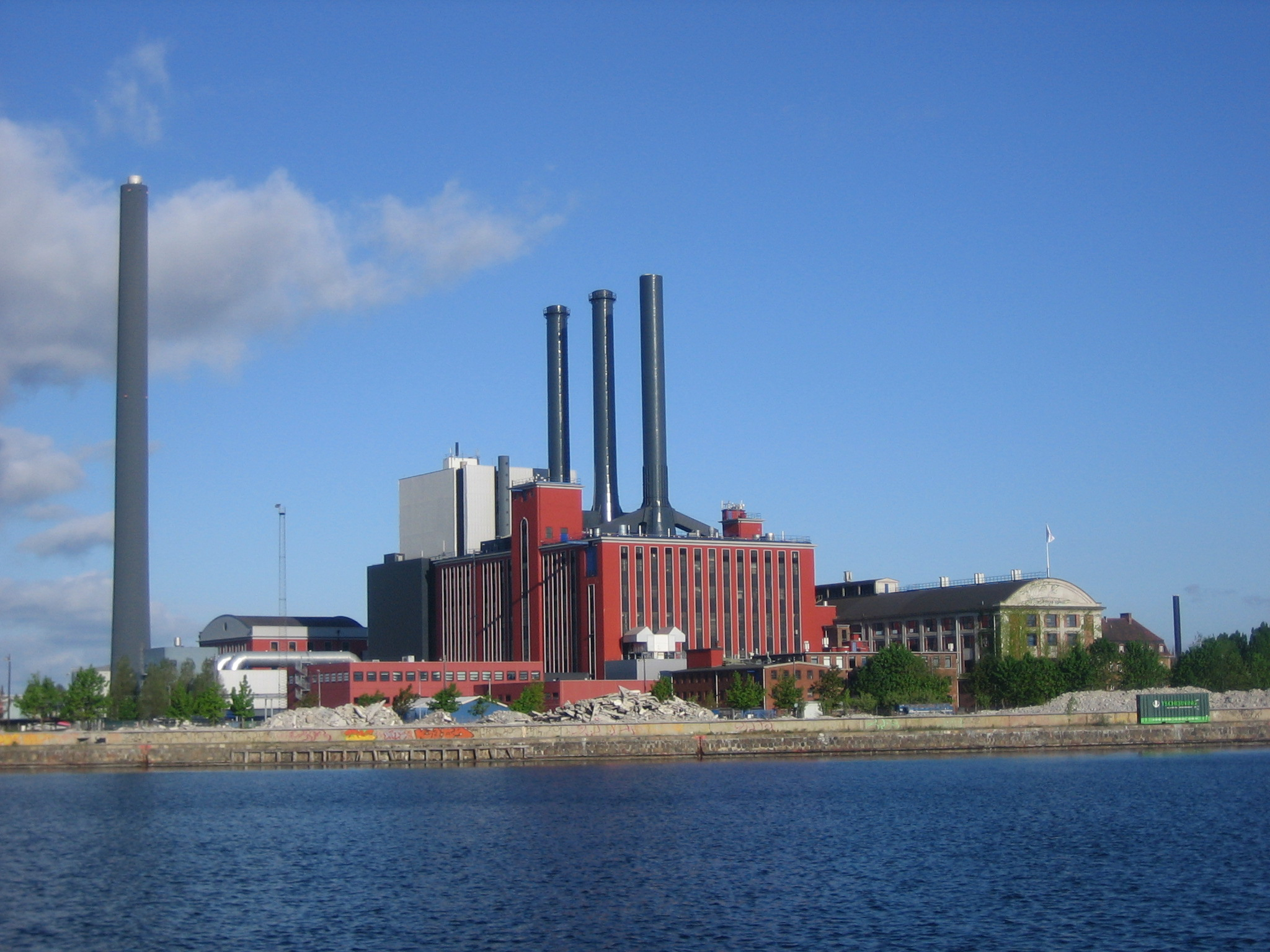
Das Kraftwerk Ørsted Værket

Die Maschine startete um 05:40 Uhr Ortszeit vom Flughafen Riga. Die vom Flughafen Riga herausgegebene Wettervorhersage für die Route und den Landepunkt am Flughafen Kastrup sah günstige Wetterverhältnisse mit einer Wolkenhöhe von 300–600 Metern und horizontale Sichtweiten von 10 Kilometern vor. Als die Maschine in Kopenhagen ankam, hatte sich das Wetter dramatisch verändert. Nebel mit schlechter Sicht zog in Wellen über den Flughafen Kastrup, der sich dann zu Nebelschwaden bei einer Wolkenuntergrenze von 60 Metern und einer horizontalen Sichtweite von 1.700 Metern weiterentwickelte. Das Flugzeug überflog den Flughafen um 08:17 Uhr in einer Höhe von 1.500 Metern und wurde von der Flugsicherung beobachtet, die den Sinkflug und Anflug genehmigte. Zum angegebenen Zeitpunkt hatte sich das Wetter direkt am Flugplatz etwas verbessert. Der Nebel verlagerte sich unter dem Einfluss des Windes auf den Landeanflugbereich westlich und nordwestlich des Flugplatzes. Die Flugsicherung wies die Besatzung daraufhin an, einen neuen Anflug auf Landebahn 12 einzuleiten. Der Flugkapitän versuchte offenbar, den Anweisungen der Flugsicherung genau zu folgen, verstand jedoch die Anweisungen nicht, weil der Fluglotse in schnellem Tempo auf Englisch kommunizierte und Codeausdrücke verwendete, die in den festgelegten Verfahren nicht vorgesehen waren. Dennoch begann er vier Minuten später einen Anflug auf Landebahn 12. Aufgrund schlechter Sicht reduzierte der Kapitän seine Höhe, um Sichtkontakt zum Boden herzustellen, als das Flugzeug 6,7 km vor der Landebahn 12 entfernt den Schornstein des Kraftwerks Ørsted Værket streifte. Beim Aufprall wurde die rechte Tragfläche abgerissen und fiel auf das Kraftwerksgelände. Das Flugzeug stürzte in den etwa 150 m breiten Sydhavnen-Kanal und sank auf eine Tiefe von 5 Metern.

## Ursache
Es wurde festgestellt, dass die Besatzung den Sichtflug unter Instrumentenflugbedingungen fortsetzte und dass der verantwortliche Pilot die Flughöhe unter die vorgeschriebene Mindesthöhe reduzierte, um Sichtkontakt mit dem Boden herzustellen, bis die rechte Tragfläche ein Hindernis berührte. Russische Ermittler waren der Ansicht, dass die Unterstützung durch die Flugsicherung unzureichend war, dass die an die Besatzung übermittelten Wetterinformationen unvollständig waren und dass die Landefreigabe zu früh erteilt wurde, da die Besatzung über Treibstoffreserve für zwei Stunden Flug verfügte und somit hätte abwarten können, bis sich das Wetter verbessert.